# Az abortuszok és magzatelhajtások története Magyarországon

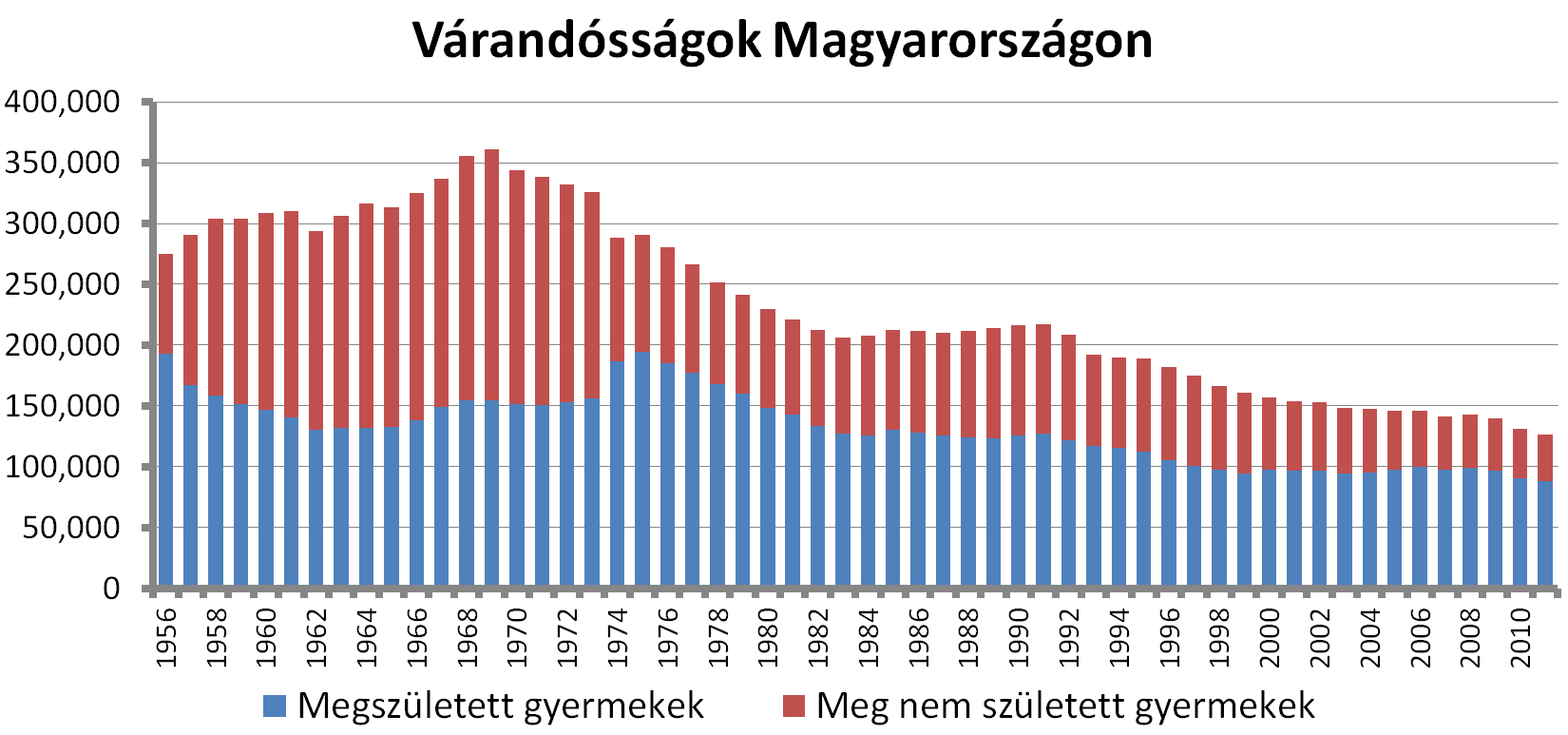
A magyarországi várandósságok (születés és abortusz) statisztikája 1956-tól 2011-ig

Az alábbi szócikk az abortuszok történetét tekinti át Magyarországon a középkortól kezdve napjainkig. Mivel a művi terhességmegszakítások tömeges engedélyezése csak a 20. század közepétől terjedt el hazánkban, a cikk foglalkozik az előzményekkel, az illegális magzatelhajtásokkal is. Ez utóbbiak egyébként az abortusz törvényes engedélyezése (1956) után is előfordulnak, habár a korábbiakhoz képest feltehetően jóval alacsonyabb számban.
A terhességmegszakítás jogi szabályozása országonként eltérő. Egyes országokban legális, más országokban minden körülmények között illegális, számos országban pedig csak speciális esetekben (a magzat vagy embrió fogyatékossága, veszélyeztetett várandósság, nemi erőszak vagy vérfertőzés esetén) engedélyezett a terhességmegszakítás.
Magyarországon a terhességmegszakítás alapvető szabályait a magzati élet védelméről szóló 1992. évi 79. törvény szabályozza. 2022. szeptember 15-étől szigorodott az abortuszszabályozás, melynek értelmében minden abortusz előtt a kismamának kötelező meghallgatnia a magzat szívhangját. Más országokban is létezik olyan intézkedés, amely a legális művi abortusz keretein belül kívánja csökkenteni a terhességmegszakítások számát. Ilyen intézkedések közé tartozik, hogy a művi abortusz előtt a kismamának meg kell tekintenie a magzatról vagy embrióról készült ultrahangot, a kötelező gondolkodási idő előírása, hogy az apának is hozzá kell járulnia a terhességmegszakításhoz, illetve hogy az egészségbiztosító csak speciális esetekben (fogyatékosság, veszélyeztetett terhesség, nemi erőszak vagy vérfertőzés esetén) járul hozzá anyagilag a művi abortuszhoz.
Ha a terhességmegszakításnak nem állnak fenn a törvényes feltételei, akkor magzatelhajtásról beszélünk, ami bűncselekmény.
A terhességmegszakítás megítélése vitatott: a legális abortusz híve szerint a kismamák csak a saját testük felett hoznak döntést. Ezt a vélekedést az életpártiak biológiai alapon elutasítják; kiemelik, hogy a biológia törvényei szerint az élet a fogantatással kezdődik, ezért szerintük az abortusz gyilkosság. A hippokratészi eskü tiltja a terhességmegszakítást, egészen pontosan így fogalmaz: „...nem segítek hozzá egyetlen asszonyt sem magzata elhajtásához.” Egyes kritikusok a legális terhességmegszakítást a rasszizmus egyik formájának tartják, mivel az etnikai kisebbségek körében gyakoribb a művi abortusz.
A terhességmegszakításnak komoly egészségügyi kockázatokai vannak a kismamára nézve: a művi abortusz 193 százalékkal növeli a mellrák esélyét, emellett növekszik a meddőség kialakulásának kockázata; ha pedig mégis sikerül a művi abortuszon átesett nőnek teherbe esnie, akkor 60 százalékkal nagyobb eséllyel következik be vetélés, továbbá növekszik a halva születés, a vetélés, a koraszülés és a fejlődési rendellenességek kockázata is.

## Az abortusz fogalma
Az abortuszt általában a művi terhességmegszakításokra értik (latinul: abortus arteficialis). Megkülönböztetik ettől a spontán vetéléseket (latinul: abortus spontaneus), illetve a jogi szempontból tilalom alá eső magzatelhajtásokat. A már megszületett magzat elpusztítása a csecsemőgyilkosság fogalma alá esik.

## Előzmények

### Középkor
A középkori közgondolkodást jellemzően a római katolikus egyház megközelítése alakította, amely elítélően nyilatkozott a terhességmegszakításról. A magzatát elhajtó nőre súlyos büntetéseket mértek ki.
Ez azonban nem akadályozta meg az illegális magzatelhajtásokat – tekintettel arra, hogy a 19. századig a születésszabályozások egyéb módjait alig ismerték –, amelyet népiesen angyalcsinálásnak, elcsináltatásnak, gyermekvesztésnek hívták. A Magyar néprajzi lexikon rámutat a témakör tanulmányozásának nehézségeire: 
„A magzatelhajtás gyakoriságát, a rá vonatkozó erkölcsi normák társadalmi-történeti változásait alig ismerjük: az erkölcsi töltésű szokások legtakartabb rétege, amely alatt nehéz meghatározni a tényleges gyakorlatot. A magzatelhajtásra vonatkozó tiltásokból nem következik ezek egyértelmű betartása, még akkor sem, ha a paraszti közvélemény általában bűnnek tartotta a gyermek „elcsináltatását”.”
Az 1894 és 1897 között megjelent Pallas-lexikon megemlíti, hogy „a meleg fürdőket s különösen az anyarozsot már igen régóta használja a köznép bűnös vetélések előidézésére.”
A témakört Gémes Balázs kutatta A népi születésszabályozás (magzatelhajtás) Magyarországon a XIX–XX. században című könyvében (1987).

### Koraújkortól a kiegyezésig (1526–1867)
Az újkori Magyarországon nem sokat változhatott a kép a középkori állapotokhoz képest. Írásos dokumentumok elsősorban boszorkányperekkel kapcsolatban említik a magzatelhajtás vádját. Ilyenre került sor 1728-ban Bandor Borka bábanő esetében. 1760-ból, majd 1790-ből is szólnak a források magzatelhajtási büntetőügyről.
A magzatgyilkossággal vádolt nők perében a tortúra – több más minősített esethez hasonlóan – megengedett és elfogadott volt.
A XVIII. század végétől vannak adatok az úgynevezett „egykézésre”. A fogalom olyan (jellemzően magzatelhajtásos) születésszabályozási gyakorlatot takar, amely a parasztság körében – elsősorban gazdasági okokból – leendő testvérei kárára egy gyermek felnevelése céljából volt egyes vidékeken bevett szokás.

### A Monarchia időszaka (1867–1918)
Magyarországon a modern polgári törvényalkotás 1878-ban hozta az első rendelkezéseket az abortusszal kapcsolatban (Csemegi-kódex néven ismert 1878. évi V. törvény). Ez, az abortuszt lényegében emberölésnek minősítve, erkölcsi alapon tiltotta, és 2-8 évig terjedő börtönbüntetést helyezett kilátásba az elkövetőknek. A törvény, kisebb módosításokkal, 1956 júniusáig volt érvényben. A törvény rendelkezéseit így foglalja össze A Pallas nagy lexikona (1893–1897):
„A magyar btkv a méhmagzat elpusztítását eszközlő cselekményt illetőleg különbséget tesz a méhmagzat megölése és szorosabb értelemben vett elhajtása között. Amaz a méhmagzatnak az anyaméhben megölését tételezi fel, emez idő előtti szülésnek előidézését, amely a magzat halálát okozza. A büntetésre nézve a két eset között nincs különbség. A büntettnek alanya lehet maga a teherben levő nő vagy egy harmadik személy. Az első esetben a nőnek büntetése 3, illetve 2 évig terjedhető börtön, aszerint, amint házasságban vagy házasságon kivül esett teherbe. A harmadik személy a büntettel a nőnek beleegyezésével vagy beleegyezése nélkül követheti el. Az első esetben a tettes büntetése a nő büntetésével egyenlő, de 5 évig terjedhető börtön a büntetés, ha a cselekményt nyereségvágyból követte el. A másik esetben a büntetés 5 évig, ha pedig a cselekmény a nőnek is halálát okozta, 10-15 évig terjedhető fegyház. A törvény nem emeli ki különösen, de önmagától értetik, hogy a magzatelhajtásnak, hogy büntethető legyen, jogtalannak kell lenni. Az anya életének megmentése végett eszközlött magzatelhajtás jogos és nem büntetendő.”
A kérdést orvosi oldalról „A szándékos elvetélés” címszó alatt részletesen vizsgálja Belky János nagy Törvényszéki orvostan könyve (1895), míg büntetőjogi oldalról Edvi Illés Károly kutatta (1894).
William Graham Sumner (1840–1910) amerikai szociológus Folkways: A Study of Mores, Manners, Customs and Morals című 1906-os művében hivatkozik Temesváry Rezső Volksbräuche und Aberglaube in der Geburtshilfe in Ungarn (Lipcse, 1900) könyvére (12-14.o.), amely szerint „Magyarországon mindenütt, valamennyi nemzetiség asszonya űzi a magzatelhajtást. Az asszonyok örülnek, ha meddők, s nem tartják tiszteletreméltó dolognak, hogy a házasságkötést követő két-három éven belül szüljenek.” Sumner hozzáfűzi: „ennek dacára igen nagy a születési arányszám.” Sumner könyvének magyar fordításához utószót író Kulcsár Kálmán ennek kapcsán megjegyzi, hogy Sumner forrása (Temesváry) „nyilvánvalóan nem a valóságos helyzetet tükrözi; időbeni és térbeni általánosításának jelzésére elég még egyszer rámutatni a 39 ezrelékes születési arányszámra.”

### A Horthy-korszak (1918–1945)
A két világháború közötti időben tovább éltek a korábbi tiltó intézkedések, de az illegális abortuszok is. Az abortuszt a különböző könyvek továbbra is a magzatelhajtás alatt tárgyalták, bűncselekményként tartották nyilván, különleges okokban (jellemzően az anya életveszélyes esetén) tartották csak végrehajthatónak.
Zborovszky Ferenc A keresztény család című, 1929-ben megjelent könyvében a következőt állítja: „szakértők  becslése  szerint  Budapesten  évente  25-30 000 ártatlan gyermekéletet ojtanak így ki.” A kérdést vizsgálta az 1929-ben megjelent A modern bűnözés című könyv is. Ez utóbbi mű becslése szerint az esetek alig 2-3%-a derül ki. Példaként említ egy tanulatlan gyümölcsárusnőt, akiről bizonyítást nyert, hogy 300-nál több magzatot hajtott el pusztán egy 10 cm hosszú drótszeggel. Arról is beszél, hogy Budapesten több olyan lakásokban berendezett, illegális magánklinika működik, ahol a „műtétek” után az érintett gyógyulásig maradhat. Úgy véli:
„A magzatelhajtás tipikusan mai bűncselekmény. Soha, semmilyen korban nem bűnöztek annyit e téren, mint napjainkban. Az erkölcsök háború okozta romlása, a gazdasági nehézségek, a nagy állástalanság, az egyes életpályák megnehezítése, mind okai annak, hogy az emberek félnek a bő gyermekáldástól és nemcsak azok, akik házasságon kívül jutottak teherbe, hanem a házasságban élők is minden erővel igyekeznek meggátolni, hogy több gyermekük legyen s azok felnevelése, eltartása életberendezésüket, anyagi viszonyaikat, kényelmüket, passziójukat felborítsa.”
Totis Béla nőgyógyász már az 1932-es születésszabályozási ankéton követelte a terhességmegszakítások engedélyézését.
Egy 1933-as kúriai döntvény – bár a tilalmat nem szüntette meg – kitért a kivételekre. Rámutatott, hogy az anya életének megóvása érdekében vagy más egészségügyi okból (örökletes szervi bajok, nem várható egészséges magzat stb.) engedélyezett a legális terhességmegszakítás. A döntvény az „okokat” nem határozta meg egyértelműen, a döntést az orvos lelkiismeretére bízta. Ez egyes megfogalmazások szerint „a maga korában páratlanul »szabados« joggyakorlatot tett lehetővé”. Büntetőperek is zajlottak a visszaélések kapcsán, de ezekben általában enyhe, sokszor felfüggesztett ítéleteket hoztak. Az ítéletek száma az 1940-es évek végén nem haladta meg az évi 150-200-at – az abortuszok számát ugyanakkor évi több tízezerre becsülték (vö.: Zborovszky Ferenc  20 évvel korábbi adataival).
A legális-félig legális abortuszok mellett természetesen nem szűntek meg az illegális magzatelhajtások sem. Magzatelhajtásairól hírhedt területnek számított a Sárköz, és különösen az Ormánság, amellyel sok közéleti személyiség foglalkozott az időszakban. Az Ormánsági eseteket Koloh Gábor történész dolgozta fel a „Szántani lehet, de vetni nem muszáj” – Az ormánsági egykézés történetei [1790–1941] című könyvében. A helyi állapotok iszonyatosságára utalnak egyes feljegyzések:
„Egy református lelkész mondja – és ez is lemondóan legyint, mielőtt beszédbe fogna –, hogy amikor huszonnégy év előtt a falujába került, irtózatos dolgot tapasztalt: a bába tanácsára az elvett és eltüntetendő magzatot a faluban a disznókkal volt szokás megetetni. Így volt legbiztosabb, hogy nem marad nyoma a bűntettnek. Mikor megbizonyosodott gyanújában, megrendülten, az irtózattól betegen ment el a közeli város ügyészéhez bejelenteni, amit megtudott. Bizonyítéka nem volt. Mindenki tagadott. A pap került bajba, noha az ügyészség is tudta hogy a papnak volt igaza. Az illetékes hatóság azonban csak úgy tudta a bábát kimozdítani az állásából, hogy valami adókihágást, vagy ilyesmit bizonyítottak rá. A pap pedig elkeseredetten, meghasonlottan hagyta abba a nyilt küzdelmet. Falujában hetven házból ma öt gyerek jár iskolába. A magyarok közül. A német gyerekek vígan szaporodnak, ámbár – mondja határozottan megélénkült szemmel a pap –, ámbár már azok között is akad egykés család...”
Féja Géza az úgynevezett Viharsarok (Békés és Csongrád megyére kiterjedő tájegység) szociológiai viszonyait kutatta. Kitért a helyi „egykézési” szokásokra is. Több, magzatelhajtásért elítélt bába elbeszélése szerint a várandós nők azzal fogadják őket, hogy „Jaj, lelköm, bár születne [gyermekem] halva” vagy „Ugyan kedves nagyasszony, fojtsa mög valahogy [a magzatomat]!”. Féja arra jutott, hogy ha nem a bába végzi el a magzatok elhajtását, maguk a várandós asszonyok teszik meg azt, eszközökként lúdtollat, tollszárat, kötőtűt említ. Volt olyan nő is, aki a gyulai kórházban betegsége idején egy fiziológiai könyvből tanulta ki az emberi test ismeretét, és hazatérve egy drótot használt a magzatok elpusztítására. Hamar keresett „szakemberré” vált, még követői is lettek.
Orvosi szempontból a Norman Hair után Décsi Imre által átdolgozott A szekszuális élet enciklopédiája című könyv (1936) foglalta össze a magzatelhajtások veszélyeit, egyben határozottan tiltakozott az abortuszok legalizálása ellen.

### A Rákosi-korszak (1945–1956)
A Rákosi-kor sem engedélyezte az abortusz gyakorlatát, ez alól kivételt 1945-ben a második világháborúban megerőszakolt nők esetében tettek. Az emellett egészségügyi okokból, speciális esetekben engedélyezett terhességmegszakítások számát bizonyos becslések szerint az illegális magzatelhajtások száma háromszor-négyszer meghaladta.
A kormány 1950 és 1953 között Ratkó Anna egészségügyi miniszter intézkedéseinek köszönhetően kifejezetten a nagyobb gyermekáldási törekvéseket támogatott, többek között plakátkampányokkal, a gyermektelenségi adó kivetésével. A születések száma ebben az időben körülbelül 80.000 fővel nőtt Magyarországon. A hazai demográfiai csúcs 1954-ben tetőzött.

## A Kádár-korszak (1956–1990)
1956. június 3-án hozták meg az 1047/1956-os törvénycikket, amellyel széles körben legalizálták az abortuszokat, és ez az intézkedés a mai napig fennmaradt. (Érdekesség, hogy több nyugati országban ez később zajlott: az USA-ban 1973-ban, Franciaországban például 1975-ben, Észak-Írországban 2019-ben.) Ekkortól a Központi Statisztikai Hivatal megfogalmazása szerint
„az anya kérésére lényegében feltétel nélkül engedélyezték a terhességek művi megszakítását. Az 1959 és 1973 közötti 15 év mindegyikében több terhességmegszakítás történt, mint amennyi gyermek ezekben az években világra jött.”
Az abortuszok száma kezdettől fogva igen magas volt, az 1960-as évek végére elérte az évi 200 000-et is. A számítások szerint a létrejött terhességek 52%-át nem kívánt terhességként tartották számon. 1973-tól szigorították az abortusztörvényt, az 1040/1973. számú minisztertanácsi határozat (1973. október 18.) alapján úgynevezett „abortuszbizottságokat” állítottak fel. Ennek hatására az abortuszok száma 169 650-ről (1973) 102 022-re (1974) csökkent, azaz 67 628-cal kevesebb abortuszt hajtottak végre. Az élve születések száma 156 224-ről (1973) 186 288-ra (1974) nőtt, azaz 30 064-gyel több csecsemő született.

## A rendszerváltás után (1990-től napjainkig)
A rendszerváltást követő, az 1990-es években Családvédelmi Szolgálatok alakultak, ahol speciálisan felkészített védőnők vizsgálták meg az abortuszkérelmek szociális jellegű indoklásait. A rossz szociális körülményekre való hivatkozás az évtizedekben az abortuszok 97-98%-ában számított hivatkozási alapként.
Az abortuszszabályozással kapcsolatban ebben az időben heves viták folytak a parlamenti pártok között. A Szabad Demokraták Szövetsége a támogatás mellett volt, bár a párt soraiban is voltak olyanok, akik ezzel nem értettek egyet (pl. Mécs Imre). A Magyar Demokrata Fórum, a Független Kisgazda-, Földmunkás- és Polgári Párt és a Magyar Igazság és Élet Pártja kezdettől fogva az abortuszok ellen foglalt állást, utóbbi párt 2000-ben még Pusztai Erzsébet államtitkár korlátozó liberális javaslatait is („súlyos válsághelyzetre” hivatkozva ne lehessen abortuszt végezni) egyenesen „magzatgyilkosnak és népirtást legalizálónak” nevezte.
Több híresség, közéleti személyiség is megszólalt az ügyben, Balczó András olimpiai bajnok sportoló pedig még a Nemzet Sportolója cím átadására sem ment el tiltakozásul, mert mint fogalmazott: „Az Antall-kormány minden addiginál liberálisabb abortuszpolitikát fogadott el, a többi pedig lényegében meghagyta. Az egymást váltó kormányok között ebből a szempontból nem tudok különbséget tenni. Márpedig számomra az abortuszhoz való viszony a kormányok átvilágítása”. Czeizel Endre szülész-nőgyógyász rámutatott, hogy bár „fiatal orvosként, a János Kórházban még magam is csináltam terhességmegszakítást, de az ember érettebb fejjel rájön, hogy az élet a fogamzással kezdődik, és az egészséges magzatok megölése élet elleni bűn. Az abortusz társadalmi kérdés: mindent meg kellene tennünk, hogy a lehető legalacsonyabbra szorítsuk.” Ugyanakkor kevésbé tartotta károsnak (az egyesek által az abortuszok körébe sorolt) úgynevezett esemény utáni tabletták használatát, tekintve, hogy az „nem olt ki életet, hiszen a legújabb kutatások szerint a megtermékenyítés után 48–72 óráig még a petesejt DNS-e irányítja a sejtosztódást”.
Ezzel az állítással egyetért a Központi Statisztikai Hivatal egyik tanulmánya is: „Az 1990-et követő időszakban egyébként egyetlen olyan jogszabályi változás történt, ami újraszabályozta a terhességmegszakítások engedélyezésének indítékait, de lényegét tekintve nem jelentett szigorítást a korábbi joggyakorlathoz képest. Ez az 1992. évi LXXIX törvény a magzati élet védelméről, ami 1993. január 1-jén lépett hatályba. Ezt követően nem történt olyan „külső” szabályozás, jogszabály- vagy rendeletmódosítás, ami a terhességmegszakítás korábbi gyakorlatát érdemben befolyásolta volna.”
Ahogy a római katolikus egyház feje, Ferenc pápa is elítéli az abortuszokat, úgy a magyarországi egyházak is ellenzik folyamatosan. 1991-ben a Magyar Katolikus Püspöki Konferencia Nyilatkozat a megfogant élet védelmében címmel részletezte a katolikus egyház álláspontját. Ebben kiemelték:
„a katolikus egyház a magzati élet elpusztítását a legsúlyosabb bűnök közé sorolja, elkövetőit pedig az Egyházi Törvénykönyv kiközösítéssel bünteti”
Erdő Péter esztergomi érsek és Szabó István dunamelléki református püspök egyenesen arra kérte 2017-ben a kormányt, hogy egyházi kórházakban ne végezzenek abortuszt Magyarországon. A református egyház fenntartásában működő Bethesda Kórház főigazgatója, Velkey György „abortuszmentes” szülészeti osztály ígért. Az ugyancsak egyházi, de római katolikus kézben lévő Budai Irgalmasrendi Kórház is abortuszmentessé kívánja tenni magát. A kezdeményezést a KDNP támogatta. A 2000-es évek elején „abortuszmentes napok” néven már voltak a magyarországi kórházaknak hasonló, alkalmi törekvései. Az ötletet az Alfa Szövetség vetette fel, és 2004-ben például 13 kórház csatlakozott hozzá. A Társaság a Szabadságjogokért tiltakozó nyilatkozatot adott ki ennek kapcsán.
Fontos tudni, hogy az abortuszt egyébként nem csak a katolikus és a protestáns egyházak utasítják el. Súlyos bűn ez a görögkatolikus nézetek szerint is. 2024-ben a görögkatolikus Hajdúdorogi főegyházmegye kezelésébe került Kisvárdai kórházban a főegyházmegye beszüntette az abortusz lehetőségét. 2025-ben maga Kocsis Fülöp görögkatolikus érsek szólt hozzá a kérdéshez. Ő – míg más kérdésekben enyhítette a Magyarországi problémák tekintetében a kormány felelősségét –, az abortuszt „kivételes esetnek”, „alapvető erkölcsi kérdésnek” nevezte, és úgy vélte, „a jelenlegi törvényhozás nem tudta rászánni magát a magzati élet sokkal következetesebb védelmére.” A fentieken kívül a Magyarországon jelen lévő, nagy történelmi múlttal, hitrendszerrel rendelkező vallások közül az abortuszt valamennyi elutasítja: az ortodox kereszténység, de más vallások is hasonló nézetet képviselnek a kérdésben: így mind a zsidó vallás, az iszlám, a hinduizmus, és a buddhizmus is.
Az abortuszok száma az elmúlt évtizedekben jelentősen csökkent, azonban még így is magas: 2020-ban 23 901-et tett ki. Ugyanez a szám 1990-ben 90 394 volt. Egy 2010-es adat szerint óránként öt terhességmegszakítás történik hazánkban.
Kopp Mária pszichológus így közelítette meg a kérdést: „Annak ellenére, hogy hihetetlenül sokan, még vallásos emberek is kerülnek ilyen helyzetbe, a magyar társadalomban kialakult gyakorlat szerint az abortusz tabu téma. Aki átesett az eljáráson, általában nem beszél róla. Igen komoly magzatvédelemre lenne szükség.”
A Magyar Család és Nővédelmi Tudományos Társaság (MCSNTT) „Ne ess pánikba” címmel végez ismeretterjesztési kampányt az abortuszok visszaszorulásáért. Az abortuszok számának csökkentését segítik az egyes kórházak elé elhelyezett inkubátorok. Céljuk, hogy azok az anyák, akik nem kívánják felnevelni a gyermeküket, mégis megszülhessék azt, és a társadalom gondoskodik később azokról örökbe adás útján. Magyarországon 1996-ban helyezték el az első ilyen inkubátort, és 2012-ig körülbelül 40 kisbabát találtak bennük a különböző kórházak dolgozói. Egy abortuszra ítélt, és azt túlélő kislány történetét Réz Kata dolgozta fel Életre ítélve című riportkönyvében.
2021-ben az Ipsos kutatóintézet a világ 27 különböző országában végzett felméréseket az abortuszok támogatottságának vizsgálatára. Magyarországon az átlagnál (70% fölött) magasabb eredményeket kaptak:
| Kategória       | Az abortusz megítélése                                                                          | Százalékos lakossági támogatottság |
| --------------- | ----------------------------------------------------------------------------------------------- | ---------------------------------- |
| I.              | minden nőnek joga van bármikor megszakítania nem kívánt terhességet                             | 59%                                |
| II.             | minden nőnek joga van bizonyos körülmények között megszakítania nem kívánt terhességet          | 20%                                |
| III. (I. + II.) | valamilyen formában támogatja az abortuszt                                                      | 79%                                |
| IV.             | egyáltalán nem szabad engedélyezni az abortuszt                                                 | 4%                                 |
| V.              | csak akkor szabad szabad engedélyezni az abortuszt, ha a terhesség az anya életét veszélyezteti | 8%                                 |

Egy másik kutatás egyesen arra jutott, hogy „Magyarország 2020-ban az európai országok között – Spanyolország és Bulgária után – a harmadik ország volt azok között az országok között, ahol a legmagasabb az abortuszok száma.”.

## Az abortuszok ára
Mind állami, mind magánkórházak végeznek abortuszműtéteket Magyarország területén, azonban – akár más „egészségügyi szolgáltatások” igénybevétele esetén – nagy különbségek vannak az állami- és a magán-rendelők árai között. 2023-ban egy abortuszműtét ára állami kórházban 45.312 Forint volt, magánkórházban akár 300-400.000 Forint is lehetett.

## Az abortuszok éves adatai
Hogy Magyarországon mennyi abortuszt végeztek el törvényesen a kezdetektől fogva, nehéz megállapítani. Egy számítás az 1965 és 2017 közötti abortuszok számát valamivel kevesebb, mint 6 millióra becsüli. Egy másik számítás kb. 6,5 millióra becsüli az 1956 és 2018 közötti számokat, de létezik olyan vélemény is, amely szerint 1956 és 2012 között kb. 6,8 millió embriót abortáltak el. Más becslés szerint 1956 és 1990 között 4,4 millió, majd 1990 és 2020 között körülbelül 1 millió abortuszt végeztek el. Egy 2022-es cikk 1954-től 2022 végéig 5.971.832 abortuszról tud. (Napi szinten egy 2020-as forrás szerint átlagosan 100 abortusz történik Magyarországon.)
Diagrammos kimutatásokat az alábbi cikk tartalmaz: 
Részletesebb számokat biztosít az alábbi táblázat, amely a Központi Statisztikai Hivatal hivatalos adatai alapján készült:
| Év   | Abortuszok száma | ezer 15–49 éves nőre | száz élveszületésre |
| ---- | ---------------- | -------------------- | ------------------- |
| 1980 | 80 882           | 31,4                 | 54                  |
| 1990 | 90 394           | 35,6                 | 71,9                |
| 2001 | 56 404           | 22,2                 | 58,1                |
| 2002 | 56 075           | 22,2                 | 57,9                |
| 2003 | 53 789           | 21,5                 | 56,8                |
| 2004 | 52 539           | 21,2                 | 55,2                |
| 2005 | 48 689           | 19,9                 | 49,9                |
| 2006 | 46 324           | 19,1                 | 46,4                |
| 2007 | 43 870           | 18,2                 | 44,9                |
| 2008 | 44 089           | 18,4                 | 44,5                |
| 2009 | 43 181           | 18,0                 | 44,8                |
| 2010 | 40 449           | 16,9                 | 44,8                |
| 2011 | 38 443           | 16,1                 | 43,7                |
| 2012 | 36 118           | 15,4                 | 40,0                |
| 2013 | 34 891           | 15,0                 | 39,3                |
| 2014 | 32 663           | 14,1                 | 35,7                |
| 2015 | 31 176           | 13,5                 | 34,0                |
| 2016 | 30 439           | 13,3                 | 32,7                |
| 2017 | 28 496           | 12,6                 | 31,1                |
| 2018 | 26 941           | 12,0                 | 30,0                |
| 2019 | 25 783           | 11,6                 | 28,9                |
| 2020 | 23 901           | 10,8                 | 25,9                |
| 2021 | 21 907           | 10,0                 | 23,5                |
| 2022 | 21 779           | 10,0                 | 24,6                |
| 2023 | 21 200           | 9,9                  | 24,8                |
| 2024 | 20 250           | 9,6                  | 26,1                |

## Az illegális magzatelhajtások és csecsemőgyilkosságok napjainkban
Az abortuszok mellett továbbra is léteznek illegális magzatelhajtások, és csecsemőgyilkosságok is. Utóbbiak számát 2012-ben évi körülbelül 100-ra becsülték, de csak az esetek húsz százaléka derül ki. Egy másik forrás is az évi körülbelül 100 esetet erősíti meg. A témakört bővebben Ne hagyjuk őket magukra! Megelőzhető az újszülöttgyilkosság című könyv járja körül (Család, Gyermek, Ifjúság Egyesület, Budapest, 2001).
Akad példa az éppen világra jött gyermekek megölésére is.

## Jelenlegi szabályozások

### A terhességmegszakítás törvényes okai Magyarországon
- egészségi ok (ha a várandósság az anya életét vagy egészségét veszélyezteti; ha a magzatnak genetikai ill. egyéb károsodása van)[102][103] Ennek megállapításához korszerű genetikai vizsgálatok leletei szükségesek, pl. AFP[104] vagy újabban Tranquility teszt.[105] Ezekkel a tesztekkel elsősorban a nyitott gerinc magzati korban történő felfedezése lehetséges, s így döntési jogot tud gyakorolni az anya.
- ha a terhesség bűncselekmény (nemi erőszak, vérfertőzés) következménye[106]
- ha a várandós nő súlyos válsághelyzetben van[107] (A törvény szerint: „Súlyos válsághelyzet az, amely testi vagy lelki megrendülést, illetve társadalmi ellehetetlenülést okoz.”[108])

### A terhességmegszakítás engedélyezésének folyamata Magyarországon
A magyarországi gyakorlat szerint a várandósság orvosi megállapítása után, ha a várandós nő súlyos válsághelyzetet jelöl meg okként a várandósság megszakítására, akkor a várandósság orvosi papírjaival köteles a Családvédelmi Szolgálat védőnői tanácsadásán megjelenni. A védőnő felvilágosítást nyújt az állami segélyek lehetőségeiről, az örökbeadásról, a fogamzásgátlásról és a terhességmegszakításról. A beszélgetést pár nappal később még egyszer megismétlik. A tanácsadáson a nőnek határozott kijelentést kell tennie arról, hogy nem kívánja megtartani a magzatot.
A várandós nő súlyos válsághelyzete olyan indok, amelyet az abortuszt engedélyező egészségügyi szolgálat a nő önbevallására hagyatkozva, a válsághelyzet mibenlétének vagy jellegének ismerete nélkül köteles elfogadni. Az önbevallás megalapozottságának előzetes vagy utólagos vizsgálatát a jogszabályok részben nem teszik lehetővé, részben nyíltan megtiltják. E körülményeket a magyar Alkotmánybíróság 1998-ban alkotmányellenesnek minősítette. Az alkotmányjogi kifogásokat a törvényhozók mostanáig (2014) nem orvosolták.
Amennyiben a várandósság megszakításának oka egészségi, úgy nem szükséges megjelenni a Családvédelmi Szolgálatnál. Ez esetben az adott egészségi ok igazolására jogosult szakorvost kell megkeresni, és ki kell töltetni vele az erre a célra használatos bizonyos "E" jelű formanyomtatvány 4. pontját, mely alatt a doktor igazolja, hogy orvosilag valóban indokolt a várandósság megszakítása. A formanyomtatvány csak aláírással, orvosi pecséttel és kórházi hosszúbélyegzővel együtt érvényes, és két példányban kell meglennie. A nőgyógyászaton ezzel a papírral kell jelentkezni a műtétre, amihez azonban még szükséges a terhességet igazoló orvosi lelet (melyen a terhességet egyszer már megállapították), ill. egy friss vércsoport-meghatározási és vérképeredmény.
A páciens a második beszélgetés alkalmával megkapja az állami engedélyt a magzatelhajtásra, enélkül az abortusz illegális. A tanácsadás anonim. Harmadik lépésként a nő felvételt nyer a választott kórházba, ahol végrehajtják a terhességmegszakítást.
A megszakítás költségeit a nő állja, és csekken fizeti be az Országos Egészségbiztosítási Pénztár számlájára. 2007-ben ennek maximális összege 25 584 forint volt. Az összeg nagysága azonban a kérelmező anyagi helyzetétől is függ, illetve attól, hogy milyen szociális juttatásokban részesül. Ezekről pontos információt a Családvédelmi Szolgálat védőnője tud adni. A műtét után a nő aznap este vagy másnap távozhat a kórházból.
Ha az anya és/vagy a magzat élete veszélyben van/lesz a várandósság megtartásával, ha a magzat elhalt a méhben, ha a várandósság méhen kívüli, valamint ha a másállapot erőszakos bűntett következményeképp jött létre, a terhességmegszakítás költségeit az állam állja.
A terhességmegszakítást a nő szabad akaratából a magyar állam a 12. terhességi hétig engedélyezi, afelett csak különleges orvosi indok mellett hajtható el a magzat. 18 éves kor alatti várandós nő esetében a várandósság megszakítása a 18. hétig engedélyezhető.

## Szépirodalmi feldolgozások
- Kiss József: Simon Judit – egy magzatát megölő izraelita nő története
- Német László: Iszony – a mű egyik szereplőjéről, egy orvosról írja a szerző, hogy terhességmegszakításokat alkalmazott (a regény a Horthy-korszakban játszódik, akkor ez még illegális volt)

## Egyéb irodalom
- Magyar nagylexikon  III. (Bah–Bij). Főszerk. Élesztős László, Rostás Sándor. Budapest: Akadémiai. 1994.   488. o. ISBN 963-05-6821-7
- (főszerk.) Szabó Imre: Állam- és jogtudományi enciklopédia I–II., Akadémiai Kiadó, Budapest, 1980, ISBN 963-0520-56-7
- (szerk.) Kulcsár Kálmán: A népesedés és népesedéspolitika, Kossuth Könyvkiadó, Budapest, 1983,  helytelen ISBN kód: 963-09-2095-5
- (szerk.) Kenyeres Ágnes – Hargitai György: Kulturális kisenciklopédia, Kossuth Könyvkiadó, Budapest, 1986, ISBN 963-09-2783-7
- Szabó A. Ferenc: Az abortuszkérdés és a magyar társadalom századunkban, Magyar Napló Kiadó, Budapest, 1999, ISBN 963-03-9385-9
- Kis János: Az abortuszról. Érvek és ellenérvek, Cserépfalvi Könyvkiadó, Budapest, 1992,  helytelen ISBN kód: 963-02-9254-2
- Jobbágyi Gábor: A méhmagzat életjoga. Az abortuszlegalizáció ellentmondásai és jogellenessége, Szent István Társulat, Budapest, 1997, ISBN 963-3608-70-8
- Lányi Márton: Abortusz – koraszülés – csecsemőhalál / A beszédhibák gyógyíthatók, Medicina Könyvkiadó, Budapest, 1966. (Az orvos válaszol 4.)
- Glóner Rózsa: Halál helyett az élet kultúrája. Abortusz és eutanázia, Magánkiadás, Róma, 1997. (Erkölcsteológiai füzetek 5.)
- Vajkai Aurél: Népi orvoslás a Borsa völgyében, Kolozsvár, 1943.
- Schram Ferenc: Magyarországi boszorkányperek 1529–1768 I–III., Akadémiai Kiadó, Budapest, 1983, ISBN 963-05-3384-7
- Kapros Márta: A gyermekre vonatkozó preventív és produktív mágikus szokások az Ipoly menti néphagyományban In: Nógrád megyei Múzeumok Közleményei, 1974.
- Gémes Balázs: A magzatelhajtással kapcsolatos hiedelmek a magyarság körében, A szekszárdi Béri Balogh Ádám Múzeumok Évkönyve, IV–V; 1973–1974, Szekszárd, 1975.
- Kapros Márta: Hiedelmek és szokások a graviditás kezdetétől az anya avatásának szertartásáig az Ipoly menti falvakban, In: Nógrád megyei Múzeumok Közleményei, 1977.
- Bató Szilvia: Boszorkányok és/vagy magzatelhajtók, csalók, tolvajok? Megjegyzések a magyarországi boszorkányperek jogtörténeti kutatásához In: Jogtörténeti Szemle 1: 34–40. (2004)
- Abortuszdiskurzusok és népesedési viták a Kádár-korszakban In: Tóth Eszter Zsófia – Murai András: Szex és szocializmus avagy „Hagyjuk a szexualitást a hanyatló nyugat ópiumának”?; Libri, Budapest, 2014, 13-31. o.
- Singer Magdolna: Asszonyok álmában síró babák. Történetek a gyászról, HVG Könyvek, Budapest, 2016, ISBN 9789633043677

## Egyéb elektronikus hivatkozások
- http://real.mtak.hu/91893/1/PSZ%202018.%201-3.szam_beliv_31.pdf
- https://www.webbeteg.hu/cikkek/jogi_esetek/1346/az-abortusz-szabalyozasa-magyarorszagon
- https://index.hu/tudomany/2013/07/29/13_millioan_is_elhetnenk_magyarorszagon/

## Videófelvételek
- Az 1956-os abortusz-liberalizáció a rendszerváltásig 4,4 millió magzat elvesztéséhez vezetett (youtube.com, 2023)